# Cymbospondylus
Il Cymbospondylus era un antico rappresentante degli ittiosauri. Lungo 6-9 metri, viveva nel Triassico medio (circa 220 milioni di anni fa) ed era uno dei più grandi ittiosauri del suo tempo, anche se superato da un altro genere della sua famiglia, lo Shonisaurus, lungo 15 metri. Nonostante la parentela con gli ittiosauri del Giurassico, Cymbospondylus era molto diverso da questi. I suoi fossili sono stati rinvenuti in Nevada e Germania. Il nome della specie è stato attribuito da Joseph Leidy.

## Corpo
Probabilmente il Cymbospondylus nuotava dimenando il corpo da destra a sinistra proprio come fanno oggi le anguille o i serpenti marini. Aveva un muso simile, ma le pinne dorsale e caudale erano completamente assenti